# Maria Elisabetta di Schleswig-Holstein-Gottorp
Maria Elisabetta di Schleswig-Holstein-Gottorp (Amburgo, 21 marzo 1678 – Quedlinburg, 17 luglio 1755) è stata una religiosa tedesca.

## Biografia
Maria Elisabetta era figlia del duca Cristiano Alberto di Schleswig-Holstein-Gottorp (1641-1695) e di sua moglie, la Principessa Federica Amalia di Danimarca (1649-1704), figlia del Re Federico III di Danimarca.
Nel 1718, Maria Elisabetta divenne la 37ª badessa di Quedlinburg. Già dalla fine del Seicento, però, la famiglia regnante in Prussia aveva tentato di imporre la propria autorità sul monastero facendovi nominare badesse delle personalità favorevoli alla Prussia o addirittura membri della famiglia regnante stessa. Fu per questo che l'elezione di Maria Elisabetta sollevò molto scalpore per la politica dell'epoca.
Sotto Maria Elisabetta si ebbe un restauro totale del castello abbaziale, soprattutto nelle sale interne che vennero ampiamente decorate con stucchi ed affreschi. Sotto il suo governo venne anche restaurata la chiesa di San Servazio.

## Ascendenza
|                                                |                           |                                   | Genitori                                   |  |  | Nonni |  |  | Bisnonni                            |  |  | Trisnonni                  |  |
|                                                |                           |                                   |                                            |  |  |       |  |  | Giovanni Adolfo di Holstein-Gottorp |  |  | Adolfo di Holstein-Gottorp |  |
|                                                |                           |                                   |                                            |  |  |       |  |  | Giovanni Adolfo di Holstein-Gottorp |  |  | Adolfo di Holstein-Gottorp |  |
|                                                |                           | Cristina d'Assia                  |                                            |  |  |       |  |  | Giovanni Adolfo di Holstein-Gottorp |  |  |                            |  |
| Federico III di Holstein-Gottorp               |                           |                                   |                                            |  |  |       |  |  | Giovanni Adolfo di Holstein-Gottorp |  |  |                            |  |
|                                                |                           | Augusta di Danimarca              | Federico II di Danimarca                   |  |  |       |  |  |                                     |  |  |                            |  |
|                                                |                           | Augusta di Danimarca              | Federico II di Danimarca                   |  |  |       |  |  |                                     |  |  |                            |  |
|                                                |                           | Augusta di Danimarca              | Sofia di Meclemburgo-Güstrow               |  |  |       |  |  |                                     |  |  |                            |  |
| Cristiano Alberto di Holstein-Gottorp          |                           | Augusta di Danimarca              |                                            |  |  |       |  |  |                                     |  |  |                            |  |
|                                                |                           | Giovanni Giorgio I di Sassonia    | Cristiano I di Sassonia                    |  |  |       |  |  |                                     |  |  |                            |  |
|                                                |                           | Giovanni Giorgio I di Sassonia    | Cristiano I di Sassonia                    |  |  |       |  |  |                                     |  |  |                            |  |
|                                                |                           | Giovanni Giorgio I di Sassonia    | Sofia di Brandeburgo                       |  |  |       |  |  |                                     |  |  |                            |  |
| Maria Elisabetta di Sassonia                   |                           | Giovanni Giorgio I di Sassonia    |                                            |  |  |       |  |  |                                     |  |  |                            |  |
|                                                |                           | Maddalena Sibilla di Hohenzollern | Alberto Federico di Prussia                |  |  |       |  |  |                                     |  |  |                            |  |
|                                                |                           | Maddalena Sibilla di Hohenzollern | Alberto Federico di Prussia                |  |  |       |  |  |                                     |  |  |                            |  |
|                                                |                           | Maddalena Sibilla di Hohenzollern | Maria Eleonora di Jülich-Kleve-Berg        |  |  |       |  |  |                                     |  |  |                            |  |
| Maria Elisabetta di Schleswig-Holstein-Gottorp |                           | Maddalena Sibilla di Hohenzollern |                                            |  |  |       |  |  |                                     |  |  |                            |  |
|                                                | Cristiano IV di Danimarca | Federico II di Danimarca          |                                            |  |  |       |  |  |                                     |  |  |                            |  |
|                                                | Cristiano IV di Danimarca | Federico II di Danimarca          |                                            |  |  |       |  |  |                                     |  |  |                            |  |
|                                                | Cristiano IV di Danimarca | Sofia di Meclemburgo-Güstrow      |                                            |  |  |       |  |  |                                     |  |  |                            |  |
| Federico III di Danimarca                      | Cristiano IV di Danimarca |                                   |                                            |  |  |       |  |  |                                     |  |  |                            |  |
|                                                |                           | Anna Caterina del Brandeburgo     | Gioacchino III Federico di Brandeburgo     |  |  |       |  |  |                                     |  |  |                            |  |
|                                                |                           | Anna Caterina del Brandeburgo     | Gioacchino III Federico di Brandeburgo     |  |  |       |  |  |                                     |  |  |                            |  |
|                                                |                           | Anna Caterina del Brandeburgo     | Caterina di Brandeburgo-Küstrin            |  |  |       |  |  |                                     |  |  |                            |  |
| Federica Amalia di Danimarca                   |                           | Anna Caterina del Brandeburgo     |                                            |  |  |       |  |  |                                     |  |  |                            |  |
|                                                |                           | Giorgio di Brunswick-Lüneburg     | Guglielmo il Giovane di Brunswick-Lüneburg |  |  |       |  |  |                                     |  |  |                            |  |
|                                                |                           | Giorgio di Brunswick-Lüneburg     | Guglielmo il Giovane di Brunswick-Lüneburg |  |  |       |  |  |                                     |  |  |                            |  |
|                                                |                           | Giorgio di Brunswick-Lüneburg     | Dorotea di Danimarca                       |  |  |       |  |  |                                     |  |  |                            |  |
| Sofia Amelia di Brunswick e Lüneburg           |                           | Giorgio di Brunswick-Lüneburg     |                                            |  |  |       |  |  |                                     |  |  |                            |  |
|                                                |                           | Anna Eleonora di Assia-Darmstadt  | Luigi V d'Assia-Darmstadt                  |  |  |       |  |  |                                     |  |  |                            |  |
|                                                |                           | Anna Eleonora di Assia-Darmstadt  | Luigi V d'Assia-Darmstadt                  |  |  |       |  |  |                                     |  |  |                            |  |
|                                                |                           | Anna Eleonora di Assia-Darmstadt  | Maddalena di Brandeburgo                   |  |  |       |  |  |                                     |  |  |                            |  |
|                                                |                           | Anna Eleonora di Assia-Darmstadt  |                                            |  |  |       |  |  |                                     |  |  |                            |  |